# Silver Springs, New York
Silver Springs är en ort i Wyoming County i delstaten New York, USA.